# Jeanne Panne (stripalbum)
Jeanne Panne is het tweehonderdnegenenveertigste stripverhaal uit de reeks van Suske en Wiske. Het is geschreven en getekend door Paul Geerts. Het werd gepubliceerd in De Standaard en Het Nieuwsblad van 23 juni 1999 tot en met 9 oktober 1999. De eerste uitgave in de Vierkleurenreeks was op 8 mei 2000, met albumnummer 264.

## Locaties
- Nieuwpoort (aan de Belgische kust) met de markt, Stadshalle, belfort, stadhuis, een standbeeld van Jeanne Panne en de ruïne van de Sint-Laurentiustoren (Duvetorre)
- Café Vlissinghe, het oudste café van Brugge aan de Blekerstraat (1515)
- Oostende

## Personages
- Suske, Wiske, tante Sidonia, Lambik, Jerom, Jeanne Panne en haar man Jan Panne (bakker), meester Adriaan van de Walle (baljuw), Rijckewaert Schroo (knecht van bakker), de Wethouder, Spaanse huurlingen, Tweeblancken, Carolus en Trees, prins Maurits van Nassau en het Staatse leger, Albrecht van Habsburg, Ernest (broer Maurits), kapitein Balduck

## Uitvindingen
- teletijdmachine

## Het verhaal
Suske en Wiske gaan tijdens een uitje met tante Sidonia Nieuwpoort verkennen, terwijl Jerom en Lambik gaan drinken in café Vlissinghe. Lambik krijgt ruzie in het café en vertrekt. Tante Sidonia laat de kinderen een standbeeld zien van Jeanne Panne, die als heks op de brandstapel is omgebracht. Thuisgekomen horen ze dat er bij professor Barabas, die op vakantie is, is ingebroken. Lambik is met de teletijdmachine naar het Nieuwpoort van juni 1600 gegaan, hij wil de geschiedenis veranderen.
In het verleden aangekomen redt Lambik een vrouwtje die vertelt dat ze door de dorpelingen als heks wordt aangekeken, omdat ze kruidenmengseltjes maakt en in de toekomst kan kijken. Lambik wil als huurling meevechten in het Spaanse leger. Rijckewaert hoort dit en gaat naar de baljuw, die het nieuws op zijn beurt aan de wethouder vertelt. Jeanne wordt verdacht van spionage voor Maurits van Nassau door Spaanse generaal Francesco di Mendoza.
De vrienden vertrekken ook naar het verleden maar belanden in Oostende. Jerom meldt zich aan bij het Staatse leger en de anderen volgen als zoetelaar. Als drie Spaanse huurlingen hen aanvallen, worden ze tegengehouden door Tweeblancken. Sidonia is stapelgek op hem, maar Suske en Wiske vertrouwen deze man niet. Lambik wordt ondervraagd door de wethouder. Net voordat de beul Lambik wil folteren, wordt Lambik gered door een zwarte kat. 
De kat is Jeanne Panne en samen ontsnappen ze. Kort daarna duikt Tweeblancken weer op. Hij hypnotiseert Lambik en beveelt hem een plattegrond van Nieuwpoort aan de prins van Nassau te geven. De bevolking heeft genoeg van de Spaanse bezetter en de geuzen wijzen Jerom waar het Staatse leger is. Jerom ziet Lambik de plattegrond aan de prins overhandigen. Tante wordt door Tweeblancken uitgenodigd om bij volle maan, middernacht, bij de Eik bij de Grote Hoeve te komen. Daar komen Lambik en Jeanne Panne ook en bij volle maan dansen ze. Tweeblancken blijkt een duivel te zijn die samenspant met Jeanne Panne, zij verheugen zich beiden op de slachtoffers en het geweld van de oorlog.
De dans wordt verstoord door de Spanjaarden en tante Sidonia wordt gevangengenomen. De eenheid van Ernest, de broer van Maurits, is verslagen en de bouw van de brug over de IJzer wordt gestaakt. De kanonnen van de Spanjaarden zakken weg in de zachte grond, maar Maurits heeft zijn kanonnen met hout ondersteund. Tante Sidonia en Jeanne Panne belanden op de brandstapel. Met een raket wordt Sidonia door Suske en Wiske van het marktplein geschoten en de Spanjaarden slaan op de vlucht als ze haar zien vliegen. Het leger van Maurits van Nassau wint en professor Barabas haalt de vrienden terug met de teletijdmachine.

## Achtergronden
- De historische figuur Jeanne de Deyster ofwel Jeanne Panne (dochter van Jan de Deyster en Cathelijne Goossen) waar dit verhaal om draait, is tijdens de heksenvervolging in Europa als heks daadwerkelijk op het schavot is beland. Dit was echter niet in 1600, maar in 1650.[1] Een vergelijkbaar thema staat centraal in De mysterieuze mijn, een verhaal dat tien jaar eerder uitkwam.
- Maurits wordt "prins van Nassau" genoemd, terwijl het eigenlijk een prins van Oranje was. Maurits was graaf van Nassau.
- In 1600 bezetten de Spanjaarden "Nederland en België". Bij de Slag bij Nieuwpoort verslaat het staatsgezinde leger, onder bevel van Maurits van Nassau, de Spanjaarden onder leiding van admiraal Mendoza.
- De broer van Maurits is Ernest, in werkelijkheid is Ernst Casimir een neef van Maurits.
- Albrecht van Habsburg, zie Albrecht van Oostenrijk. Suske en Wiske ontmoeten deze aartshertog samen met zijn vrouw Isabella in het verhaal De raap van Rubens.
- Café Vlissinghe is het oudste café van Brugge (1515).
- Er wordt verwezen naar de oorlog in Joegoslavië (als Suske zegt dat de grondtroepen kunnen invliegen, zegt tante Sidonia dat het om een humanitaire actie gaat en niet om oorlog te voeren).
- Er wordt verwezen naar het bombarderen van een Chinese ambassade.